# Теодосий Теодосиев
Теодосий Събев Теодосиев е дългогодишен преподавател по физика в ПМГ „Никола Обрешков“, град Казанлък, България. Ръководи и специализирана школа по приложна математика и физика. За нуждите на школата е създал база за експериментални задачи по физика.
Той е действащ учител и ежегодно дава по-голямата част от националните отбори на България за международни състезания и олимпиади по физика. От общо 11 златни медала, печелени от български участници на Международни олимпиади по физика, 7 са на възпитаници от неговата школа, включително най-високите индивидуални резултати и отборни постижения. Има 13 индивидуални първенци на националните олимпиади по физика и повече от 50 участници на МОФ.
Теодосий Теодосиев е и активен общественик. Избран е за първи председател на Националния клуб на учителите новатори. В продължение на много години е бил член на редколегията на списание „Физика“, в редакционния съвет на списание „Проблеми на образователната политика“, член на Управителния съвет на Съюза на физиците в България, член на Висшия учебен съвет към Министерство на просветата и др. Рецензент е на сборници и учебници по физика. Автор е на стотици статии.

## Награди и отличия
Носител е на множество награди и отличия, сред които орден „Св. св. Кирил и Методий“ I степен (2006), три пъти наградите „Св. Неофит Рилски“, наградата „Райна Кандева“, двукратно наградата на фондация „Св. св. Кирил и Методий“, награди от Физическия факултет на Софийския университет Св.Климент Охридски за най-много приети студенти.
Теодосий Теодосиев е носител на титлата на Дарик радио „Мъж на годината“ за 2014 г.
За дългогодишния си безкористен труд и издигане авторитета на България с Решение № 89 от 31 май 2004 г. на Общински съвет - Казанлък е удостоен със званието „Почетен гражданин“ на родния си град.

## Противоречия
След гостуване в подкаста на Мартин Карбовски на 3 август 2023 г. Теодосиев е обвиняван в хомофобия и разпространяване на конспиративни теории.

## Филмография
- Формулата на Тео, документален, 2019, 74 мин.